# Toropkasy
Toropkasy (in russo Торопкасы?, in ciuvascio: Торăпкасси, Torăpkassi) è una località rurale (una derevnja) del rajon Alikovskij, nella Repubblica autonoma della Ciuvascia, in Russia. 

## Storia
Fino al 1927, il villaggio faceva parte del distretto di Alikovo, mentre successivamente passò nel distretto di Vurnary fino a metà degli anni 1960. Dal 14 marzo 1965 è tornato nel distretto di Alikovo, al quale ancora oggi appartiene.

## Geografia
Toropkasy si trova a 5 chilometri da Alikovo, che è il centro amministrativo del distretto omonimo, sul punto più alto del distretto (204 m sopra il livello del mare). Fa parte del Tautovskoe sel'skoe poselenie. Poco fuori dal centro abitato scorre il fiume Hirlep.

### Clima
Il clima è continentale temperato con lunghi inverni freddi ed estati calde. La temperatura media di gennaio è di -12.9 °C, mentre a luglio è di 18.3 °C. La minima assoluta mai raggiunta è di -44 °C, mentre la massima è di 37 °C. Le precipitazioni medie annue sono poco oltre i 552 mm.

## Popolazione
Nel 2006 la popolazione ammontava a 108 abitanti, di cui la maggior parte era costituita da donne. Questo dato mostra un significativo calo nel corso del tempo rispetto al secolo scorso.

## Infrastrutture e trasporti
Il villaggio dispone di un centro culturale, una biblioteca, una chiesa, un pronto soccorso e alcuni negozi. Da un punto di vista energetico, il paese è alimentato prevalentemente a gas. 

## Mass media e telecomunicazioni
- Comunicazione: "Волгателеком" Би Лайн, МТС, Мегафон. La popolazione ha accesso a Internet.
- Giornali e riviste: il giornale del distretto di Alikovo è "Пурнăç çулĕпе" - "Sulla via della vita", pubblicato in russo e ciuvascio.